# WBRW
Koordinaten: 37° 11′ 12″ N, 80° 28′ 54″ W
WBRW oder WBRW-FM (Branding: „The Bear“; Slogan: „The New River Valley’s Rock Station“) ist ein US-amerikanischer Hörfunksender aus Blacksburg im US-Bundesstaat Virginia. WBRW sendet hauptsächlich Rockmusik und ist auf der UKW-Frequenz 105,3 MHz empfangbar. Eigentümer und Betreiber ist die Cumulus Licensing LLC.